# Макгро, Зак
Закери Льюис Макгро (англ. Zachery Lewis McGraw; род. 8 июня 1997, Торранс, Калифорния) — канадский футболист, защитник клуба «Портленд Тимберс» и сборной Канады.

## Клубная карьера
Макгро — воспитанник клуба «Голден Стэйт Форс». а также выступал за команду Военной академии США. В начале 2020 года игрок был задрафтован под 68 номером «Портленд Тимберс». 2 мая 2021 года в матче против «Далласа» он дебютировал в MLS. 1 сентября 2022 года в поединке против «Остин» Зак забил свой первый гол за «Портленд Тимберс». 

## Международная карьера
В 2023 году Макгро был включён в состав национальной команды для участия в Золотом кубке КОНКАКАФ. 28 июня в матче против сборной Гваделупы Зак дебютировал за сборную Канады. 